# Hortensius (cráter)
Hortensius es un pequeño cráter de impacto lunar con forma de cuenco, que se encuentra en la parte norte del Mare Insularum. Se halla a cierta distancia al oeste-suroeste del prominente cráter Copernicus. Hortensius es circular, con una pequeña plataforma en el punto medio del talud de las paredes del brocal. El interior tiene un albedo más alto que el mar lunar circundante, a pesar de la presencia de los rastros del sistema de marcas radiales de Copernicus.
|  |  |

Al norte de Hortensius aparece un conjunto de seis domos, presentando parte de ellos un minúsculo cráter en la cumbre. Se considera que son volcanes en escudo formados por un tipo de lava altamente viscosa. Los domos son generalmente de forma circular, con un diámetro de entre 6 y 8 kilómetros, alcanzando los 400 metros de elevación. Están formados del mismo material que el mare circundante, aunque mediante un proceso geológico diferente.

## Cráteres satélite
Por convención estos elementos se identifican en los mapas lunares colocando la letra en el lado del punto medio del cráter que está más cercano a Hortensius.
|            | \| Hortensius \| Coordenadas \| Diámetro \| \| ---------- \| --------------------------- \| -------- \| \| A \| 4°24′N 30°42′O / 4.4, -30.7 \| 10 km \| \| B \| 5°18′N 29°30′O / 5.3, -29.5 \| 6 km \| \| C \| 6°00′N 26°42′O / 6.0, -26.7 \| 7 km \| \| D \| 5°24′N 32°18′O / 5.4, -32.3 \| 6 km \| \| E \| 5°12′N 25°24′O / 5.2, -25.4 \| 15 km \| \| F \| 7°06′N 25°36′O / 7.1, -25.6 \| 6 km \| \| G \| 8°06′N 26°06′O / 8.1, -26.1 \| 4 km \| \| H \| 5°54′N 31°06′O / 5.9, -31.1 \| 6 km \| |          |
| Hortensius | Coordenadas | Diámetro |
| A          | 4°24′N 30°42′O / 4.4, -30.7 | 10 km    |
| B          | 5°18′N 29°30′O / 5.3, -29.5 | 6 km     |
| C          | 6°00′N 26°42′O / 6.0, -26.7 | 7 km     |
| D          | 5°24′N 32°18′O / 5.4, -32.3 | 6 km     |
| E          | 5°12′N 25°24′O / 5.2, -25.4 | 15 km    |
| F          | 7°06′N 25°36′O / 7.1, -25.6 | 6 km     |
| G          | 8°06′N 26°06′O / 8.1, -26.1 | 4 km     |
| H          | 5°54′N 31°06′O / 5.9, -31.1 | 6 km     |